# Каменець (Сандомирський повіт)
Каменець (пол. Kamieniec) — село в Польщі, у гміні Копшивниця Сандомирського повіту Свентокшиського воєводства.
Населення — 114 осіб (2011).
У 1975-1998 роках село належало до Тарнобжезького воєводства.

## Демографія
Демографічна структура на день 31 березня 2011 року:
|          | Загалом | Допрацездатний вік | Працездатний вік | Постпрацездатний вік |
| -------- | ------- | ------------------ | ---------------- | -------------------- |
| Чоловіки | 51      | 12                 | 33               | 6                    |
| Жінки    | 63      | 8                  | 39               | 16                   |
| Разом    | 114     | 20                 | 72               | 22                   |